# 恩察镇
恩察镇，是中华人民共和国河北省衡水市枣强县下辖的一个乡镇级行政单位。

## 行政区划
恩察镇下辖以下地区：
恩察村、王家洼村、建国村、北大屯村、杨黄洼村、马坊村、齐杨兴村、尤家洼村、东七吉村、李雅科村、王尧村、王庄村、徐王堂村、艾雅科村、后七吉村、于屯村、郭堂村、冯杨兴村、关屯村、西七吉村、阎堂村、任刘庄村和代尧村。